# Laczkovich Miklós
Laczkovich Miklós (Budapest, 1948. február 21. –) Széchenyi-díjas magyar matematikus, egyetemi tanár, a Magyar Tudományos Akadémia rendes tagja. Kutatási területe a valós függvénytan, a mértékelmélet és a paradox felbontások. Nevéhez fűződik Alfred Tarski sejtésének, a kör új négyszögesítési problémájának megoldása (Laczkovich-tétel).

## Életpályája
1966-ban érettségizett a budapesti Fazekas Mihály Gimnáziumban, majd felvették az Eötvös Loránd Tudományegyetem Természettudományi Kar matematikus szakára, ahol 1971-ben szerzett matematikusi diplomát. Ennek megszerzése után az egyetem analízis tanszéken lett oktató. A beosztási sorrendet végigvárva 1982-ben kapta meg egyetemi docensi, 1993-ban egyetemi tanári kinevezését. Több cikluson keresztül a tanszék vezetője volt. 2018-ban emeritálták. 2001-ben a University College London matematika tanszékének részidős professzora lett. Magyarországi állásai mellett több külföldi egyetem vendégprofesszora volt Angliában, Kanadában, Olaszországban és az USA-ban.
1980-ban védte meg a matematikai tudomány kandidátusi, 1992-ben akadémiai doktori értekezését. Az MTA Matematikai Bizottságának lett tagja. 1993-ban a Magyar Tudományos Akadémia levelező, 1998-ban pedig rendes tagjává választották. Akadémiai tisztségei mellett a Bolyai János nemzetközi matematikai díj zsűrijének, illetve a Bolyai János Matematikai Társulat tagja. Tudományos munkái mellett amatőr kórusokban vesz részt az 1960-as évektől. Tagja volt az ELTE Bartók Béla Kórusának és az Ars Nova Kórusának. Alapítása után több évig énekelt az Ars Renata kórusban, valamint rövid ideig az Organum kvintett tagja. Később a középkori énekekkel foglalkozó A:N:S Kórus tagja lett. Hangfekvése tenor.

## Munkássága
Fő kutatási területe a valós függvénytan, de foglalkozik mellette kapcsolódó geometriai, mértékelméleti, kombinatorikai és halmazelméleti kérdésekkel is, valamint a paradox felbontásokkal.
Nevéhez fűződik a nemzetközileg is idézett eredménye: Alfred Tarski lengyel-amerikai matematikus sejtésének, a kör modern négyszögesítésének bebizonyítása, amely Laczkovich-tétel néven vált ismertté. A tétel kimondja, hogy a síkban az egység területű körlap és négyzetlap véges sok darabra bontással egymásba átdarabolható (a darabok nem geometriailag értelmezhető idomok). A szokásos felbontásokkal kapcsolatban azt bizonyította, hogy ha egy P sokszöget véges sok egymáshoz hasonló háromszögre bontunk, akkor a háromszög szögeinek tangensei algebraiak a P csúcsainak koordinátái által generált test fölött. Egy további nevezetes eredménye Johannes H. B. Kemperman holland matematikus sejtésének igazolása: ha egy f valós függvény olyan, hogy {\displaystyle 2f(x)\leq f(x+h)+f(x+2h)} mindig teljesül, ha h pozitív, x pedig tetszőleges, akkor f monoton növő.
Több mint százhúsz tudományos publikáció szerzője vagy társszerzője. Ebből több egyetemi tankönyv vagy gyűjteményes mű. Közleményeit elsősorban angol és magyar nyelven adja közre.

## Díjai, elismerései
- Grünwald Géza-díj
- MTA Matematikai Díj (1988)
- Akadémiai Díj (1991)
- Ostrowski-díj (1993)
- A Magyar Köztársasági Érdemrend középkeresztje (1996)
- Széchenyi-díj (1998) – A világ matematikusait 65 éve foglalkoztató azon sejtés bebizonyításáért, amely szerint egy kör és a vele egyenlő területű négyzet végesen átdarabolhatók egymásba. A bizonyítás és a hozzá kidolgozott módszerek a matematika egy új ágát alapozták meg.
- Szele Tibor-emlékérem (2006)
- Eötvös Loránd Tudományegyetem emlékérme (2017)

## Főbb publikációi
- Functions with Measurable Differences (1980)
- On Kemperman’s Inequality 2f(x) ≤ f(x+h) + f(x+2h) (1984)
- Equidecomposability and Discrepancy; a Solution of Tarski’s Circlesquaring Problem (1990)
- Uniformly Spread Discrete Sets in Rd (1992)
- Decomposition of Sets with Small Boundary (1992)
- A mérhetőség fokozatai (1993)
- Paradoxical Decompositions: a Survey of Recent Results (1994)
- Valós függvénytan (Budapest, 1995)
- Decomposition Using Measurable Functions (1996)
- The Number of Homothetic Subsets (Ruzsa Z. Imrével, 1997)
- Differenciaoperátorok (1999)
- Sejtés és bizonyítás (1998; 2010 ISBN 978-963-279-150-0, angolul Conjecture and Proof, 2001)
- Linear Functional Equations and Shapiro's Conjecture (2004)
- Analízis I–II. (egyetemi tankönyv T. Sós Verával, 2005–2007)
- Spectral synthesis on discrete Abelian groups (Székelyhidi Lászlóval, 2007)
- Ideal limits of sequences of continuous functions (2009)
- Tilings of Convex Polygons with Congruent Triangles (2012)
- Linear functional equations, differential operators and spectral synthesis (2015)
- Real Analysis: Series, Functions of Several Variables, and Applications (T. Sós Verával, 2017)
- Derivations and differential operators on rings and fields (2018)
- A characterization of generalized exponential polynomials in terms of decomposable functions (2019)
- Irregular Tilings of Regular Polygons with Similar Triangles (2021)